# Лебяжье (Ломоносовский район)
Лебя́жье (фин. Leppäsi) — посёлок городского типа в Ломоносовском районе Ленинградской области, центр Лебяженского городского поселения.

## История
В Дозорной книге Водской пятины Корельской половины 1612 года в Дудоровском погосте упоминаются деревни: «Лебежье», «Лебежи за рекои» и «Лебежи», а также в «Писцовых книгах Ореховского уезда» (1615), упоминается деревня швед. Lebasia by, от которой и ведёт начало современный посёлок.
Долгое время поселением владели шведы. На карте Нотебургского лена П. Васандера, начерченной в 1699 году с оригинала первой трети XVII века, отмечено как селение швед. Jackonitz.
На карте Ингерманландии А. И. Бергенгейма, составленной по шведским материалам 1676 года, упоминается как мыза швед. Isomäki.
После освобождения прибрежной полосы от шведов в ходе Северной войны Пётр I подарил здесь участок земли Б. П. Шереметеву. Как селение Кургула, упоминается на «Географическом чертеже Ижорской земли» Адриана Шонбека 1705 года.
Согласно описи 1745 года мыза принадлежала детям покойного фельдмаршала — действительному камергеру Петру и корнету Конного полка Сергею Шереметевым. По Ингерманландскому межеванию 1747 года мыза числилась за графом Петром Борисовичем.
На карте Санкт-Петербургской губернии Я. Ф. Шмидта 1770 года упоминается уже деревня Лебяжья.
П. Б. Шереметеву она принадлежала в 1787 году, когда было произведено генеральное межевание имения и составлен его подробный план. После смерти П. Б. Шереметева Лебяжье перешло к его сыну Николаю Петровичу, обер-камергеру.
На «Топографической карте окрестностей Санкт-Петербурга» Ф. Ф. Шуберта 1831 года на месте мызы лишь несколько небольших построек. Зато внизу, у приморской дороги — деревня Новая Лебяжья с 11 дворами.
В 1837 году имение было продано полковнику А. И. Зейферту. Последним владельцем Лебяжья из рода Шереметевых был флигель-адъютант, камергер графа Дмитрия Николаевича.

ЛЕБЯЖЬЯ — деревня принадлежит полковнику Неплюеву, число жителей по ревизии: 38 м. п., 35 ж. п. (1838 год)

План 1844 года уже показывает имение разделённым между несколькими владельцами: земли к западу от ручья, на картах второй половины XIX века называвшегося Глубоким, теперь принадлежали генерал-майорше Амосовой, к востоку — купцу Байкову и надворному советнику Римкевичу.
В пояснительном тексте к этнографической карте Санкт-Петербургской губернии П. И. Кёппена 1849 года она записана как деревня Лебяжье (Lebiasi или Lebesi) и указано, что по состоянию на 1848 год деревня находилась в пределах лютеранского прихода Тюрё, но была населена православной ижорой.
Согласно 9-й ревизии 1850 года деревня Лебяжье принадлежала помещику Аммосову.

ЛЕБЯЖЬЕ — деревня господина Амосова, по просёлочной дороге, число дворов — 7, число душ — 20 м. п. (1856 год)

Впоследствии у имения сменилось несколько хозяев, одним из которых был знаменитый русский писатель М. Е. Салтыков-Щедрин.
В 1860 году деревня Лебяжья насчитывала 9 дворов, восточнее неё находилась мыза Лебяжья наследников Амосова.

ЛЕБЯЖЬЯ — мыза владельческая при реке Лебяжье, по приморскому просёлочному тракту от Петергофа в 30 верстах, число дворов — 1, число жителей: 1 м п.

ЛЕБЯЖЬЯ — деревня владельческая там же, число дворов — 16, число жителей: 40 м. п., 41 ж. п. (1862 год)

В 1864 году был утверждён Устав цеха морских проводчиков, которому для воспитания кастовости была запроектировано отдельное селение-коммуна в Лебяжьем.
В 1867 году на окраине деревни было построено лоцманское селение (ныне один из районов Лебяжья называется Лоцманское селение) с двумя до сих пор действующими православными храмами, заселяемое лоцманами-мореходами, проводившими суда со внешнего рейда в Кронштадт и Санкт-Петербург.
В 1870-х годах в деревне Лебяжье открылась лоцманская школа. Она стала самой большой в России и долгое время единственной в стране, готовившей опытных лоцманов. Сейчас лоцманов не готовят, нанимают отставных капитанов.
В 1873 году временнообязанные крестьяне деревни выкупили свои земельные наделы у М. Н. Риппас и стали собственниками земли.

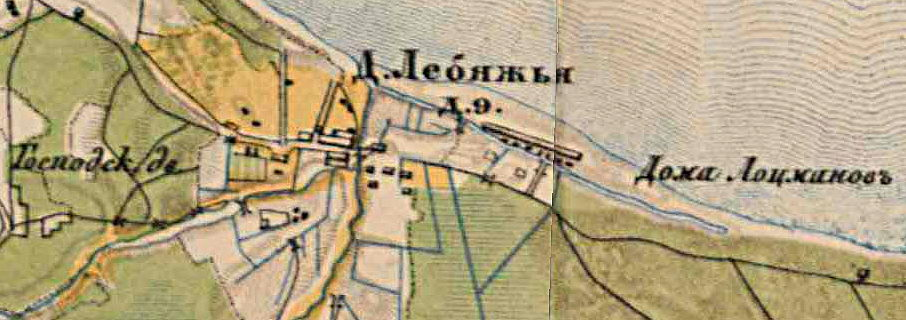
Деревня Лебяжье на карте 1885 года

В 1885 году, согласно карте окрестностей Петербурга, деревня называлась Лебяжья и насчитывала 9 дворов. Сборник же Центрального статистического комитета описывал деревню так:

ЛЕБЯЖЬЯ — деревня бывшая владельческая при реке Лебяжьей, дворов — 12, жителей — 57; школа, лавка, постоялый двор. (1885 год)

Согласно материалам по статистике народного хозяйства Петергофского уезда 1887 года мыза Лебяжье площадью 163 десятины принадлежала купцу Ф. И. Мильку, она была приобретена в 1880 году за 14 500 рублей. В мызе была своя водяная мельница. Две дачи сдавались в аренду. Кроме того, одно имение при селении Лебяжье площадью 110 десятин принадлежало жене статского советника О. К. Ливеровской, оно было приобретено двумя частями в 1879 и 1886 годах за 9000 рублей; второе имение при селении Лебяжье площадью 28 десятин принадлежало мещанам Ф. И. и С. Ф. Байковым, оно было приобретено до 1868 года.
В конце XIX века деревня административно относилась к Ковашевской волости 2-го стана Петергофского уезда Санкт-Петербургской губернии, в начале XX века — к Ораниенбаумской волости.
В 1899 году здесь проводились эксперименты А. С. Попова и П. Н. Рыбкина по беспроводной связи. Передаваемые с форта «Константин» сигналы принимались в селении Лебяжьем на рекордном для того времени в России расстоянии 26 км:268.
По данным «Памятной книжки Санкт-Петербургской губернии» за 1905 год мыза Лебяжье принадлежала двум владельцам: 109 десятин принадлежало вдове статского советника Ольге Константиновне Лаверовской и 153 десятины — Ольге Павловне Якубович.
К 1913 году количество дворов увеличилось до 15.
С начала XX века деревня Лебяжье — популярное дачное место на берегу Финского залива.
С 1917 по 1923 год село Лебяжье входило в состав Лебяжинского сельсовета Ораниенбаумской волости Петергофского уезда.
С 1923 года в составе Троцкого уезда.
Согласно данным переписи населения СССР 1926 года в селе Лебяжье проживали 205 человек — большинство русские, а также ижоры.
С 1927 года в составе Ораниенбаумского района.
В 1928 году население села Лебяжье составляло 260 человек.
По данным 1933 года село Лебяжье являлось административным центром Лебяжского сельсовета Ораниенбаумского района, в который входили 7 населённых пунктов: деревни Борки Большие, Борки Малые, Новая Красная Горка, Старая Красная Горка, Риголово, посёлок Лоцманский и само село Лебяжье, общей численностью населения 1528 человек.
По данным 1936 года в состав Лебяжского сельсовета входили 6 населённых пунктов, 345 хозяйств и 3 колхоза. Центром сельсовета также было село Лебяжье.
В 1939—1940 годах в селе Лебяжье проводились массовые депортации в Сибирь представителей финских народностей. Из сосланных вернулись только два человека.
В годы Великой Отечественной войны Лебяжье помогало защитникам Ораниенбаумского плацдарма. Здесь были расположены военный аэродром (Борки) и форт «Красная Горка» (Краснофлотск), а также политотдел Приморской оперативной группы, госпитали, штаб партизанских отрядов, узлы связи, типография, выпускавшая фронтовую газету. Базировались бронепоезда «Балтиец» и «За Родину!». До сих пор в посёлке и окрестностях можно найти множество остатков оборонительных укреплений — блиндажей, окопов, противотанковый ров, построенную до войны зенитную батарею и прочее.
С 1963 года в составе Гатчинского района.
С 1965 года в составе Ломоносовского района. В 1965 году население села Лебяжье Лебяженского сельсовета составляло 898 человек.
22 ноября 1966 года решением Леноблисполкома село Лебяжье было отнесено к категории рабочих посёлков. Посёлок был подчинён Ломоносовскому горсовету.
В следующие года здесь появились 5-этажные блочные дома, школа, АТС, НИИ от ФГУП «Электроприбор».
24 декабря 2004 года в соответствии с областным законом Ленинградской области № 117-оз «Об установлении границ и наделении соответствующим статусом муниципального образования Ломоносовский муниципальный район и муниципальных образований в его составе» пгт Лебяжье становится центром Лебяженского городского поселения.
В 2005 году был введён в эксплуатацию газопровод Большая Ижора — Лебяжье протяжённостью около 22 км.

## География
Посёлок находится в северной части района на южном побережье Финского залива.
Посёлок расположен на автодороге 41А-007 (Санкт-Петербург — Ручьи), к западу от города Ломоносов и к востоку от города Сосновый Бор.
Расстояние до районного центра — 23 км.
Через посёлок протекает река Лебяжья.

## Демография
| 1862  | 1928  | 1965  | 1970  | 1979  | 1989  | 2002  |
| ----- | ----- | ----- | ----- | ----- | ----- | ----- |
| 81    | ↗260  | ↗898  | ↗4105 | ↗4538 | ↗5340 | ↗5600 |
| 2006  | 2009  | 2010  | 2012  | 2013  | 2014  | 2015  |
| ↗5700 | ↘5623 | ↘4729 | ↘4654 | ↘4609 | ↘4590 | ↘4495 |
| 2016  | 2017  | 2018  | 2019  | 2020  | 2021  | 2023  |
| ↘4422 | ↘4346 | ↘4322 | ↘4213 | ↘4211 | ↗5068 | ↗5073 |
| 2024  | 2025  |       |       |       |       |       |
| ↗5160 | ↗5217 |       |       |       |       |       |

## Инфраструктура
Причал водно-моторного кооператива на берегу Финского залива в месте впадения р. Лебяжья.
Детский сад, музыкальная школа, Дом культуры и средняя школа.
Воинские части. Одна из них — № 3526. На территории посёлка находятся заброшенные подземные артиллерийские склады.
На территории посёлка располагается эколого-культурный центр «Зелёный мир», природно-исторический заказник местного значения — «Поляна Бианки».

## Достопримечательности
- Краеведческий музей
- Филиал железнодорожного музея (Фондовая площадка «Пионерский парк» ЦМЖТ России)
- Посёлок находится на территории заказника «Лебяжий» (место стоянки перелётных водоплавающих птиц)
- Хорошо сохранившиеся деревянные дома постройки XIX века
- Домовая Никольская церковь в здании Лоцманского собрания (освящена в 1903 году) в стиле историзма
- Церковь Святителя Николая Мирликийского в неорусском стиле (1912 года)
- Памятник штурмовику Ил-2 — «Защитникам ленинградского неба»
- Место, где находилась усадьба «Монрепо»
- Дача семейства Бианки (выходит на берег Финского залива), которая в начале XX века в тёплое время года превращалась в центр культурной жизни посёлка. Сюда съезжались представители научной общественности Петербурга. Здесь Виталий Бианки открывал для себя родную природу.
- Дом, в котором находился штаб партизанского отряда Ораниенбаумского района (Приморская ул., 57)
- Дом, в котором находился штаб ижорского укрепрайона Краснознамённого Балтийского флота (ул. Степаняна, 5)
- Блиндаж, где находились командный пункт артиллерийской батареи и помещение для укрытия артиллеристов
- Братская могила военных моряков и воинов армейских частей
- Братская могила красноармейцев и советских воинов, погибших в годы Гражданской и Великой Отечественной войн
- Братская могила советских лётчиков-балтийцев, погибших в борьбе с фашистами (похоронены Герои Советского Союза Н. Ф. Афанасьев, П. П. Кожанов, А. И. Рензаев)
- Памятник М. Е. Салтыкову-Щедрину

## Уроженцы
- Паллей, Павел Иванович — оператор и режиссёр-документалист.

## Транспорт
Автобусные маршруты
- № 401 улица Червонного Казачества ( «Автово») — Сосновый Бор, проспект Героев (перевозчик — ООО «Вест-Сервис»)
- № 402  «Парнас» — Сосновый Бор, проспект Героев (перевозчик — ООО «Вест-Сервис»)

- № 672 Ломоносов, вокзал — Краснофлотск (перевозчик — ООО «Вест-Сервис»)
- № 673 Ломоносов, вокзал — Краснофлотская развилка (перевозчик — ООО «Вест-Сервис»)

Маршрутные такси
- № 401А улица Червонного Казачества ( «Автово») — Сосновый Бор, проспект Героев (перевозчик — ООО «АТП Барс-2»)

- № 403  «Купчино» — Сосновый Бор, проспект Героев (перевозчик — ООО «АТП Барс-2»)

Железная дорога
- Железнодорожная станция Лебяжье на линии Санкт-Петербург — Калище.

## Фото

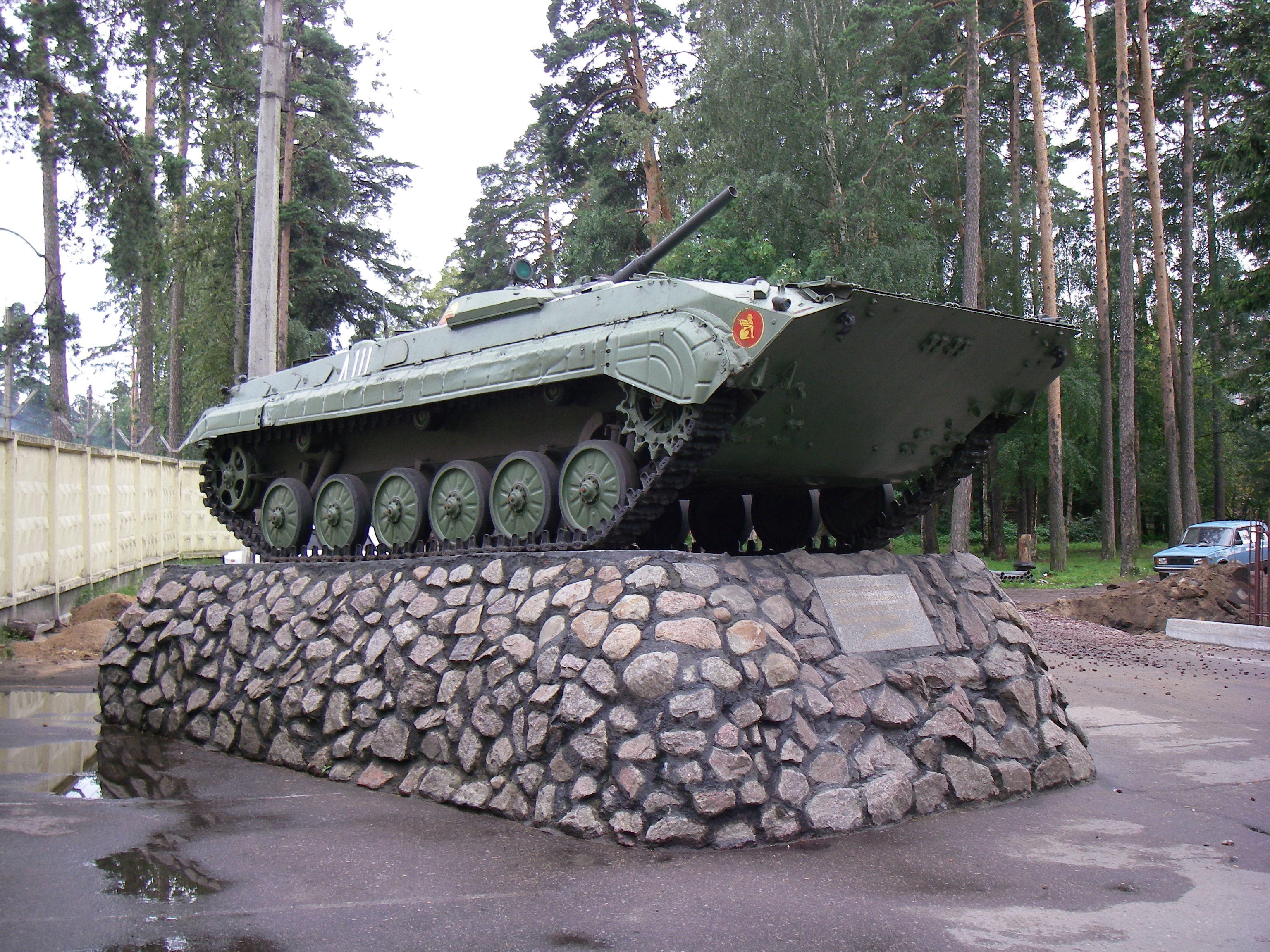
Памятник БМП-1 около воинской части № 3526

## Прочее
В посёлке 63 улицы и переулка.
День рождения посёлка отмечается 18 августа.